# Proteína fosfatasa 1
La proteína fosfatasa 1 (PP1) es una fosfoproteína fosfatasa (PPP) del grupo de las proteína serina/treonina fosfatasas presente ubicuamente en las células eucarióticas regulando muchas funciones celulares mediante la interacción de su subunidad catalítica (PP1c) con más de 50 subunidades regulatorias. Junto con la proteína fosfatasa 2A cataliza la mayor parte de las reacciones de desfosforilación de docenas de fosfoproteínas celulares, contrarrestando la acción de más de 500 proteína quinasas.
Este grupo de enzimas eliminan el grupo fosfato unido a un aminoácido serina o treonina de un amplio rango de fosfoproteínas incluyendo algunas enzimas que han sido fosforiladas bajo la acción de una kinasa. Son muy importantes en el control de eventos intracelulares en células eucariotas.

## Estructura
La proteína fosfatasa 1 comprende cuatro tipos de una subunidad catalítica: PP1α, PP1β/δ y las variantes relacionadas PP1γ1 y PP1γ2. Las diferencias en la composición de aminoácidos entre las distintas isoformas de la PP1 están principalmente localizadas en los extremos carboxi y amino terminal.
La estructura cristalina de la PP1 muestra un pliegue compacto con un sandwich-ß central que excluye solamente los terminales COOH y NH2. Unos residuos invariables coordinan dos metales, presumiblemente hierro y zinc, cerca del borde frontal del sandwich-ß, los cuales se cree contribuyen a la catálisis mejorando la nucleofilicidad de la unión metal-agua y la electrofilicidad del átomo de fósforo.
Está plegada en su forma nativa por el inhibidor 2 y la glicógeno sintetasa kinasa 3 (proteína tau kinasa). Este subconjunto forma complejo con una de las varias subunidades reguladoras u objetivo:
- La PPP1R12A, PPP1R12B y PPP1R12C median la unión a la miosina.

- La PPP1R3A, PPP1R3B, PPP1R3C y PPP1R3D median la unión al glicógeno.

- Interacciona con la PPP1R9A y PPP1R9B.

- Forma parte del complejo PPP1R15B, PP1 y NCK1/NCK2.

- Interacciona con la PPP1R7.

- La PPP1R15A y PPP1R15B medían la unión a la EIF2S1. La actividad fosfatasa contra la EIF2S1 es inhibida específicamente por el Salubrinal, un fármaco que protege a las células del estrés del retículo endoplasmático.

- Interacciona con el HHV-1 ICP34.5 (Factor de neurovirulencia).

### Isoformas
La localización celular de la PPPC1 es el citoplasma. Se conocen las siguientes isoformas de la subunidad catalítica:
- Isoforma alfa de longitud 330 AA.
- Isoforma beta de longitud 327 AA.
- Isoforma gamma-1 de longitud 786 AA
- Isoforma gamma-2 de longitud 337 AA.

## Función
La proteína fosfatasa 1 es esencial para la división celular y participa en la regulación del metabolismo del glicógeno, contractilidad del músculo y síntesis de proteínas. Está involucrada en la regulación de las conductancias iónicas y en la plasticidad sináptica. Puede tener un papel importante en defosforilar sustratos como la calcio/calmodulina-dependiente proteína kinasa II. Necesita como cofactores un ion hierro y un ion manganeso.